# Общински театър „Възраждане“
Вижте пояснителната страница за други значения на Възраждане.
Общинският театър „Възраждане“ е театър в София.
Помещава се от 1994 г. в сградата на Столичната библиотека на площад „Петко Славейков“, където разполага с камерна зала със 100 места.
Трупата на театъра се състои от 35 актьора.

## Директори
- 2018 – настояще – Роберт Янакиев
- 2014 – 2017 – Юлиян Бурчин
- 2013 – 2014 – Владимир Петков
- 2010 – 2013 – Татяна Захова
- 2008 – 2010 – Виолета Донева
- 2005 – 2008 – Роберт Янакиев
- 1994 – 2005 – Георги Георгиев

## Награди
2021
Спектакъклът “Портокалова кожа” по пиесата на Мая Пелевич, с режисьор Петър Денчев печели три награди “Аскеер” - за поддържаща мъжка роля на Йордан Ръсин, за изгряваща звезда на Виттория Николова и за сценография на Петър Митев, както и една награда “Икар” - за оригинална музика на Христо Намлиев. Спектакълът е представен и на фестивала  “Сцена на кръстопът” в Пловдив. Селектиран за ежегодния театрален фестивал “Славия” в Белград, който през 2022 г. няма да се провежда заради Ковид пандемията.
2020
Режисьорът Стилиян Петров е носител на годишната награда на Столична община в категория „театър“ за спектакъла „За едно явление от електричеството“ по повести и разкази на А. П. Чехов, на Наградите на Столична община за ярки постижения в областта на културата за 2020 година.
Три номинации за наградите Икар 2020 на САБ:
за режисура на Стилиян Петров,
за Водеща мъжка роля/Андрей на Йордан Ръсин,
за музика на Михаил Шишков – син.
Награда Икар за Водеща мъжка роля на Йордан Ръсин,
Награда Икар за музика на Михаил Шишков – син.
2019
награда Златен Кукерикон 2019 за „Защото на мама така ѝ харесва“, реж Лилия Абаджиева
2018
номинация  Аскеер за най-добър спектакъл, 12-те гневни, реж. Пламен Марков
2018
За „Последната тайна на Фреди Меркюри“, реж. Съни Сънински
Награда на журито за цялостен спектакъл и наградата на публиката на IV издание на Европейски фестивал на пътуващия театър в Сливница (2018)
2017
Номинация Аскеер за най-добър спектакъл, за Великденско вино, реж. Весела Василева
Награда Аскеер 2017 за главна мъжка роля на Свежен Младенов.
В чест на 180 години от рождението на Васил Левски и 80-ия юбилей на К. Илиев (Аскеер 2017)
Номинация Аскеер 2017 за Най-добър спектакъл,
Номинация Аскеер 2017 за изгряваща звезда на режисьора Весела Василева
2017
Награда Аскеер 2017 за поддържаща мъжка роля на Йордан Ръсин, за Вуйчо Ваньо, реж. Григор Антонов
Номинация Аскеер 2017 за режисура на Григор Антонов,
Номинация Аскеер 2017 за поддържаща мъжка роля на Йордан Ръсин.
Номинация Икар 2017 за поддържаща мъжка роля на Йордан Ръсин.
Специален първи приз за спектакъл на 13-ото издание на Skupi Festival 2019
2015
Четири номинации АСКЕЕР 2015 година за Къщата на гнева, реж. Диана Добрева, в следните категории:
Поддържаща женска роля:
Донка Аврамова-Бочева за ролята на Мартирио, Николина Янчева за ролята на Адела, Филипа Балдева за ролята на Ангустиас, Лиляна Шомова за ролята на Магдалена, Яна Кузова за ролята на Амелиа и Жана Рашева за ролята на Понсия
Костюмография – Диана Добрева
Режисура – Диана Добрева
Най-добро представление.
Къщата на гнева, реж. Диана Добрева
Аскеер 2015 за Най-добро представление
Аскеер 2015 за поддържаща женска роля на:
Донка Аврамова-Бочева за ролята на Мартирио, Жана Рашева за ролята на Понсия, Лили Шомова за ролята на Магдалена, Филипа Балдева за ролята на Ангустиас и Яна Кузова за ролята на Амелиа.
Награда за Режисура от XXVI Театрален фестивал Враца.
Награда за Главна женска роля от XXVI театрален фестивал Враца на Жана Рашева.
Награда за женска роля на Жана Рашева на фестивала SkupiFestival.
Награда за екипно актьорско постижение от международния театрален фестивал SkupiFestival.
2012
„Отблизо“ от Патрик Марбър – награда „ИКАР“ за „Дебют“ на актрисата Рая Пеева за ролята на Алис
2011
„Кралицата на красотата от малкия град“ от Мартин Макдона – награда за женска роля на Мариана Жикич на „Националния фестивал на малките театрални форми“ – Враца
„АЛО, АЛО!“ от Дейвид Крофт и Джеръми Лойд – номинация „Икар“ на Съюза на артистите за дебют на актьора Петър Лъджев
2009
„Когато рокът беше млад“ от Здрава Каменова – номинация „Икар“ на Съюза на артистите за дебют на актьора Борис Георгиев
2008
„Сексуалните неврози на нашите родители“ от Лукас Берфус – награда „Аскеер“ за водеща женска роля на актрисата Мариана Жикич за ролята на Дора
2006
„Някой зад вратата“ от Едвард Радзински – номинация „Икар“ на САБ за актьорски дебют на актьора Свежен Младенов
2004
„Венецианска загадка“ от Джузепе Берто – номинация „Аскеер“ за сценография на Невяна Кавалджиева
"Куклата Барби“ от Майя Остоич – награда на Общински съвет Шумен
2003
„Бабината питка“ от Васил Мирчовски – номинация „Аскеер“ за музика на композитора Сашо Младенов
„Червената шапчица“ от Кева Апостолова – награда за музика на композитора Развигор Попов от Фондация „Маестро Димитър Вълчев“.
"Червената шапчица“ от Кева Апостолова – Първа награда за музика на композитора Развигор Попов на Международен фестивал на спектакли за деца „Вълшебната завеса“ – Търговище
2001
„Морската болест“ от Ст. Л. Костов – награда „Икар“ на САБ за мъжка роля на актьора Христо Мутафчиев за ролята на Гендов
- "Теди“ от Кева Апостолова
  - номинация „Икар“ на САБ за драматургия на Кева Апостолова
  - Номинация „Аскеер“ за музика на композитора Стефан Димитров
- „Златното момиче“ от Кева Апостолова – номинация „Икар“ на САБ за драматургия на Кева Апостолова

2000
- "Стела“ от Й. В. фон Гьоте
  - Първа награда за сценография на Мария Диманова
  - Трета награда за режисура на Николай Поляков на Националния фестивал за малки театрални форми – Враца

1998
- „Михал Мишкоед“ от Сава Доброплодни
  - Първа награда „Икар“ на САБ за мъжка роля на актьора Ангел Георгиев – Ачо за ролята на Михал
  - Номинация за режисура „Икар“ на САБ на режисьора Николай Ламбрев
  - Номинация „Икар“ на САБ и „Аскеер“ за женска роля на актрисата Биляна Петринска за ролята на Софрона